# Asota kageri
Asota kageri là một loài bướm đêm thuộc họ Erebidae. Nó được tìm thấy ở Borneo và Sumatra.
Sải cánh dài 29–31 mm.